# Spruceanthus mamillilobulus
Spruceanthus mamillilobulus là một loài Rêu trong họ Lejeuneaceae. Loài này được (Herzog) Verd. miêu tả khoa học đầu tiên.